# دانشگاه کاستسارت
دانشگاه کاستسارت (มหาวิทยาลัยเกษตรศาสตร์) یک دانشگاه دولتی در تایلند است. این دانشگاه بوسیلهٔ نظام رتبه‌بندی دانشگاه‌های جهان کیو اس، در ردهٔ ۶۵۱–۷۰۰ در سال ۲۰۱۵–۱۶ قرار گرفته است. این دانشگاه در ابتدا، یک دانشگاه کشاورزی بود و از لحاظ قدمت، سومین دانشگاه قدیمی تایلند محسوب می‌شود.